# Тюменское дело
Тюменское дело — уголовное дело в отношении шестерых анархистов и антифашистов из Тюмени, Сургута и Екатеринбурга по обвинению в организации террористического сообщества (ст. 205.4 УК РФ). По версии обвинения, подсудимые занимались деструктивной деятельностью, испытывали ненависть к политическому строю и вели подготовку к свержению власти.

## Биографии подсудимых
Никита Олейник родился в 1995 году в Сургуте. Занимался боксом. Проходил обучение на хирурга в Сургутском государственном университете. В разное время работал вахтовиком, медбратом, таксистом и курьером. С шестнадцати лет интересовался анархизмом, к которому пришёл под влиянием панк-музыки, читал работы Бакунина и Кропоткина. В марте 2021 года вместе с Романом Паклином создал в Сургуте общественную либертарную библиотеку «Буревестник». В ней была собрана литература по философии, анархизму и феминизму.
Роман Паклин родился в 1997 году. Служил в железнодорожных войсках. Работал техником-механиком в «Сургутнефтегазе». Придерживается левых взглядов, интересуется панком.
Дениз Айдын родился в 1999 году, учился на машиниста локомотива в Колледже транспортных технологий. Играл в музыкальной хардкор-группе Siberian Brigade. Подрабатывал разнорабочим на свадьбах. Придерживается левых и антифашистских взглядов.
Кирилл Брик родился в 1998 году. Вместе с отцом занимался кузовными работами. Играл в одной музыкальной группе с Денизом Айдыном, разделял с ним общие антифашистские взгляды.
Юрий Незнамов родился в 1995 году. Жил в Екатеринбурге, работал фрилансером и занимался 3D-моделированием. Увлекался тайским боксом. Воздерживался от употребления мяса, не курил и не пил алкоголь.
Данил Чертыков родился в 1994 году. Работал в Екатеринбурге ветеринарным врачом, хирургом-ортопедом и увлекался музыкой, играл на гитаре в своей музыкальной группе Rocker Balboa.

## Аресты
Вечером, 30 августа 2022 года, в лесу на окраине Тюмени сотрудники полиции задержали Дениза Айдына и Кирилла Брика. По словам полицейских, тюменцы планировали испытать в безлюдном месте самодельную взрывчатую смесь. После задержания Айдын и Брик были доставлены в здание Управления МВД, где оба подверглись пыткам с целью получения признательных показаний: по версии обвинения, они планировали взрывать здания ФСБ и железнодорожные пути.
На следующий день, вечером, 31 августа, в Екатеринбурге были задержаны Данил Чертыков и Юрий Незнамов, в Сургуте — Никита Олейник. 1 сентября в Сургуте на своём рабочем месте был задержан Роман Паклин. После обысков их всех доставили в Тюмень. В начале сентября всех фигурантов отправили под стражу в СИЗО-1 Тюмени.
Кириллу Брику и Денизу Айдыну предъявили обвинение по статье «Изготовление и хранение самодельного взрывчатого вещества» (часть 2 статьи 223.1 УК РФ).
Никиту Олейника, Данилу Чертыкова, Юрия Незнамова и Романа Паклина обвинили по статье «Организация террористического сообщества и участие в нём» (статья 205.4 УК РФ).
В июле 2023 года Брику и Айдыну также дополнительно предъявили обвинение по статье 205.4 УК РФ.

## Заявления о пытках
После ареста все фигуранты заявили, что к ним применяли пытки при задержании и дознании. Их адвокаты направили заявления в Следственный комитет РФ по факту применения насилия, но ведомство отказало в возбуждении уголовного дела против сотрудников правоохранительных органов, причастных к пыткам.
В ходе адвокатского опроса Юрий Незнамов подробно рассказал о перенесённых им пытках.

Были различные пытки. Первое, что было — душили пакетом. После этих пыток повалили на пол. Приоткрыв пакет, положили тряпку и начали лить воду на нос и рот. После этого меня связали в ногах и крепче в руках. В один из кроссовок положили что-то мокрое. Также прикрепили что-то к спине, после пустили ток. Сколько времени это продолжалось, сказать не могу, так как показалось вечностью. Я также рассказал всю правду и дополнял их словами, которые мне внушали, чтобы это прекратилось. Такую боль я не испытывал никогда в жизни.— Из адвокатского опроса от 09.09.2022
Позже адвокат Незнамова пригласил медицинских работников СИЗО-1, чтобы оказать ему медицинскую помощь и зафиксировать последствия применения насилия — после пыток током у фигуранта были жалобы на сильные боли в мышцах, однако врачи не сделали никаких записей об этом.
Роман Паклин тоже сообщил адвокату о применении угроз и насилия при задержании.

Ноги мне перемотали скотчем, как и руки. Кто-то из присутствующих аккуратно протер мне ступни и пальцы какой-то мокрой ваткой. Далее я почувствовал, как к безымянным пальцам обоих моих ног что-то присоединяют, я понял, что это были зажимы, типа «крокодил», которые используют в автомобилях. Затем я услышал какой-то щелчок тумблера и что-то загудело. «…» Я почувствовал, что через эти зажимы на моих ногах меня бьёт током. «…» Подошёл мужчина, который выключил ток и расстегнул ремень моих брюк, спустил мои штаны, действуя против моей воли. Этот мужчина сказал, что сейчас он будет меня насиловать. — Из адвокатского опроса от 27.09.2022
После пыток у Романа Паклина ухудшилось здоровье — отнялась рука, появились боли в сердце и высокое давление, однако медицинскую помощь ему начали оказывать несвоевременно — только в конце декабря 2022 года. До этого медицинские работники СИЗО-1 Тюмени и СИЗО-2 Заводоуковска, где временно находился Паклин, игнорировали его жалобы на ухудшающееся состояние здоровья.
5 апреля 2023 года Паклин был направлен в СИЗО-1 Екатеринбурга для проведения психиатрической экспертизы, затем — в Областную психиатрическую больницу Екатеринбурга.
1 августа, после возвращения в СИЗО-1 Тюмени, Роману Паклину назначили психиатрическое лечение. В настоящее время он проходит лечение в Областной Лебедевской психиатрической больнице в поселке Лебедёвка Тюменской области.
Данил Чертыков также рассказал адвокату о физическом и психологическом воздействии со стороны сотрудников правоохранительных органов.

Меня грубо затолкали на пол между передними и задними сиденьями автомобиля, затем задержавшие меня люди сели на заднее сиденье и поставили на меня свои ноги. «…» Вывели из машины и нанесли удары по ногам, спине и затылку. «…» Меня несколько раз ударили по лицу и со словами «Давай освежать твою память», заставили приседать, снимая всё на камеру смартфона. Приседал я порядка 150 раз, при этом мужчина в балаклаве наносил мне удары дубинкой по лодыжке. «…» Морального и психологического давления оказывалось очень много. «…» В Тюмени завели в отдел и посадили на стул, были словесные оскорбления. Говорили: «Благодари, что ты сейчас сидишь, а не валяешься в своей моче и дерьме». — Из адвокатского опроса от 21.09.2022
Признательные показания Никиты Олейник также были получены в результате продолжительного применения пыток.

Меня били скорее всего руками в височную и затылочную область головы, многократно. При этом на мне был постоянно одет пакет предположительно полиэтиленовый, который плотно был перевязан скотчем, при этом было трудно дышать. Мне так же выворачивали суставы, когда я лежал лёжа на полу лицом вниз. Меня поднимали вверх так, что выворачивало суставы. Когда меня били током, я лежал лицом вниз, руки были вытянуты вперед, в этот момент мне наступали ногами на кисти рук, при этом я испытывал сильную боль. Также меня били руками в область живота и поясницы, удары были глухие. Когда я лежал на животе лицом вниз мои ноги выгибали принудительно через боль в обратную сторону. В течение двух суток меня пытали током. — Из адвокатского опроса от 27.10.2022
Дениз Айдын рассказал адвокату о том, что к нему применялось физическое и психологическое насилие.

Сначала меня заставили раздеться догола и посадили на корточки. При этом мне на голову поставили мой ботинок и сказали, что если ботинок упадет, то в отношении меня применят насильственные действия, связанные с введением мне в прямую кишку предметов. «…» Они мне надели на голову пакет, повалили на пол. При этом мне выламывали назад руки и наносили удары по животу и затылку. — Из адвокатского опроса от 24.10.2022
Кирилл Брик в ходе адвокатского опроса также заявил о применении насилия при задержании в Управлении МВД.

Мне положили на всё лицо лист бумаги форматом А-4 и обмотали его вокруг головы скотчем, в результате чего я был лишен возможности кого-либо видеть и было невозможно нормально дышать. «…» Меня неоднократно роняли со стула на пол, выкручивали суставы рук и наносили множественные удары по голове тыльной стороной ладони. В какое-то время от подобного рода воздействия на меня со стороны сотрудников правоохранительного органа я перестал понимать, чем ещё мне наносились удары.— Из адвокатского опроса от 31.10.2022
Зафиксировать нанесённый вред здоровью и подтвердить его медицинскими документами адвокатам подсудимых не удалось.
Позже все подсудимые отказались от признательных показаний, которые они давали в результате применения пыток.

## Обвинение
Айдын, Брик, Чертыков, Незнамов, Олейник и Паклин обвиняются по статье «Организация террористического сообщества и участие в нём» (статья 205.4 УК РФ). По версии следствия, Никита Олейник является организатором этого террористического сообщества.
В конце июля 2023 года всем арестованным дополнительно предъявили обвинение по статье «Приготовление к террористическому акту» (часть 1 статьи 30 часть 2 статьи 205 УК РФ). Дениз Айдын и Кирилл Брик дополнительно обвиняются по статье «Изготовление и хранение взрывчатых веществ» (статья 223.1 УК РФ).
Помимо этого, Айдын дополнительно проходит подозреваемым статье «Хулиганство с применением оружия» (статья 213.2 УК РФ). За месяц до ареста по «тюменскому делу» у Айдына произошёл конфликт, в ходе которого ему пришлось обороняться от нескольких нападавших. Дела объединили в общее производство.
Известно, что всем фигурантам предлагали подписать досудебное соглашение. Айдын, Чертыков, Незнамов, Олейник и Паклин ответили отказом.
В январе 2023 года Кирилл Брик перестал выходить на связь с друзьями. 27 февраля 2023 года он отказался от адвоката, предоставленного ему командой поддержки. 24 мая на заседании по продлению меры пресечения новый адвокат, нанятый родителями фигуранта, заявил, что Кирилл Брик полностью признал предъявленную ему вину. Позже выяснилось, что под давлением следствия Брик подписал досудебное соглашение.

## Судебный процесс и приговоры
6 июня 2024 года Центральный окружной военный суд Екатеринбурга начал рассматривать дело в отношении четырех из шести фигурантов: Дениза Айдына, Юрия Незнамова, Данила Чертыкова и Никиты Олейник. Прокурором выступил обвинитель по делу Азата Мифтахова — Илья Соколов.
За год проведено 25 судебных заседаний, на которых сторона обвинения представляет суду свои доказательства. Сторона защиты продолжает доказывать, что при задержании ребята подверглись физическому и психологическому насилию, напоминая о неоднократно поданных жалобах на пытки. Помимо пыток, адвокаты обратили внимание суда на множественные нарушения, допущенные при проведении следственных действий и экспертиз.
Дело Романа Паклина выделено в отдельное производство. В 2023 году его дважды отправляли на психиатрическое освидетельствование, а в 2024 году признали недееспособным, диагностировав у него шизофреноподобное расстройство. Рассмотрение дела Паклина возобновили в феврале 2024 года после курса лечения.
17 мая 2024 года Центральный окружной военный суд Екатеринбурга приговорил Кирилла Брика к восьми годам лишения свободы и штрафу в размере шестисот тысяч рублей.
25 октября 2024 года «Авангард Народной Воли» (сообщество, участие в котором инкриминируется фигурантам дела) признали террористическим. 17 марта 2025 года фигурантов «тюменского дела» внесли в перечень террористов.

## Акции поддержки
Пикет в поддержку тюменских антифашистов прошёл в Тольятти, рисунки фигурантов были выставлены активистами на пешеходном мосту Кель-Страсбург, в рамках фестиваля солидарности с обвиняемыми по «Тюменскому делу» в конце августа и начале сентября 2023 года проводились мероприятия в Иркутске, Вильнюсе, Стамбуле, Ереване.